# موسی رابینسون
موسی رابینسون (به انگلیسی: Moses Robinson) سناتور سابق عضو حزب دموکرات-جمهوری‌خواه بود. وی در سال ۱۷۹۱ تا ۱۷۹۷ میلادی سناتور ایالت ورمانت در سنای ایالات متحده آمریکا بود.